# Magny-la-Fosse
Magny-la-Fosse è un comune francese di 131 abitanti situato nel dipartimento dell'Aisne della regione dell'Alta Francia.

## Società

### Evoluzione demografica
Abitanti censiti